# Mount Stewart (Isla del Príncipe Eduardo)
Mount Stewart es un municipio rural canadiense situado en la provincia de Isla del Príncipe Eduardo.

## Superficie
Mount Stewart tiene una superficie de 1,52 km².

## Demografía
En 2021, tenía 226 habitantes, una densidad poblacional de 148,7 hab./km², y 118 viviendas.